# Gracemont
Gracemont és un poble dels Estats Units a l'estat d'Oklahoma. Segons el cens del 2000 tenia 336 habitants.

## Demografia
Segons el cens del 2000, Gracemont tenia 336 habitants, 143 habitatges, i 90 famílies. La densitat de població era de 864,9 habitants per km².
Dels 143 habitatges en un 30,1% hi vivien nens de menys de 18 anys, en un 49,7% hi vivien parelles casades, en un 11,9% dones solteres, i en un 36,4% no eren unitats familiars. En el 35% dels habitatges hi vivien persones soles el 14,7% de les quals corresponia a persones de 65 anys o més que vivien soles. El nombre mitjà de persones vivint en cada habitatge era de 2,35 i el nombre mitjà de persones que vivien en cada família era de 3,05.
Per edats la població es repartia de la següent manera: un 26,8% tenia menys de 18 anys, un 10,1% entre 18 i 24, un 25% entre 25 i 44, un 20,2% de 45 a 60 i un 17,9% 65 anys o més.
L'edat mediana era de 34 anys. Per cada 100 dones de 18 o més anys hi havia 85 homes.
La renda mediana per habitatge era de 21.875 $ i la renda mediana per família de 34.167 $. Els homes tenien una renda mediana de 24.792 $ mentre que les dones 18.000 $. La renda per capita de la població era de 13.026 $. Entorn del 14,9% de les famílies i el 19,5% de la població estaven per davall del llindar de pobresa.

## Poblacions més properes
El següent diagrama mostra les poblacions més properes.